# 層の像関手
層の像関手（image functors）は、層理論において4つの像関手が合流する層で、さまざまな意味で展開されている。
位相空間の連続写像 f : X → Y に対し、位相空間上のアーベル群の層の圏 Sh(–) が与えられる。 このとき、像関手が持つといえるのは、次の4つの性質である。
- 直接像 f∗: Sh( X ) → Sh( Y )
- 逆像 f *: Sh( Y ) → Sh( X )
- コンパクトな台 f による直接像 f! : Sh( X )→Sh( Y )
- 例外的な逆像 Rf ! : D(Sh( Y )) → D(Sh( X ))

ここで記号「!」は「シュリーク（shriek）」（感嘆符の俗語）と発音されることが多く、シュリークのついた写像は「f シュリーク」と読まれ、シュリークが下付きや上付きである場合は「f lower shriek」や「f upper shriek」とそれぞれ呼ばれる。
例外的な逆像は、一般に導出圏の水準でのみ定義され、同様の配慮がスキーム上のエタール層にも適用されている。